# Shadow Dancer: The Secret of Shinobi
Shadow Dancer: The Secret of Shinobi (シャドー・ダンサー
ザ・シークレット・オブ・シノビ Bailarín de las sombras: El secreto de Shinobi?) es un videojuego de acción con scroll lateral producido por Sega que fue lanzado originalmente para la Mega Drive en 1990. Se ha vuelto a publicar a través de servicios de descarga como la Consola Virtual de Wii y Steam, y dentro del recopilatorio Sega Mega Drive Collection para PlayStation 2 y PlayStation Portable.
Es el segundo juego de la serie Shinobi lanzado para Mega Drive tras The Revenge of Shinobi. Sin embargo, no es una continuación de la anterior entrega, sino más bien un remake libre del juego de arcade Shadow Dancer. Al igual que en el juego original de arcade, el jugador controla a un ninja acompañado de un perro.
- Datos: Q7460497